# Protorhoe noacki
Protorhoe noacki là một loài bướm đêm trong họ Geometridae.